# فرودگاه کارپنس
فرودگاه کارپنس (به انگلیسی: Karpens Airport) یک فرودگاه خصوصی است . این فرودگاه در شهر آستوریا، اورگن کشور ایالات متحده آمریکا قرار دارد و در ارتفاع ۳۸ متری از سطح دریا واقع شده است.